# 5.ª etapa del Giro de Italia 2024
La 5.ª etapa del Giro de Italia 2024 tuvo lugar el 8 de mayo de 2024 y consistió en una etapa escarpada con inicio en Génova y final en Lucca sobre un recorrido de 178 km. La etapa fue ganada por el francés Benjamin Thomas del equipo Cofidis, adelantándose al esprint masivo desde la fuga, mientras que el esloveno Tadej Pogačar mantuvo el liderato.

## Clasificación de la etapa
| Génova - Lucca | etapa escarpada | (178 km) |

| \| Clasificación de la etapa \| Clasificación de la etapa \| Clasificación de la etapa \| Clasificación de la etapa \| Clasificación de la etapa \| \| Ciclista \| Ciclista \| Equipo \| Tiempo \| \| \| ------------------------- \| ------------------------- \| -------------------------- \| ------------------------- \| ------------------------- \| \| 1.º \| Benjamin Thomas \| Cofidis \| 3 h 59 min 59 s \| \| \| 2.º \| Michael Valgren \| EF Education-EasyPost \| + 0 s \| \| \| 3.º \| Andrea Pietrobon \| Team Polti Kometa \| + 0 s \| \| \| 4.º \| Enzo Paleni \| Groupama-FDJ \| + 3 s \| \| \| 5.º \| Jonathan Milan \| Lidl-Trek \| + 11 s \| \| \| 6.º \| Caleb Ewan \| Team Jayco AlUla \| + 11 s \| \| \| 7.º \| Phil Bauhaus \| Bahrain Victorious \| + 11 s \| \| \| 8.º \| Tim Merlier \| Soudal Quick-Step \| + 11 s \| \| \| 9.º \| Olav Kooij \| Team Visma \\| Lease a Bike \| + 11 s \| \| \| 10.º \| Madis Mihkels \| Intermarché-Wanty \| + 11 s \| \| |                  |                            |                 |
| |                  |                            |                 |
| Fuentes: ProCyclingStats Cycling Quotient |                  |                            |                 |
| Clasificación de la etapa |                  |                            |                 |
| Ciclista | Ciclista         | Equipo                     | Tiempo          |
| 1.º | Benjamin Thomas  | Cofidis                    | 3 h 59 min 59 s |
| 2.º | Michael Valgren  | EF Education-EasyPost      | + 0 s           |
| 3.º | Andrea Pietrobon | Team Polti Kometa          | + 0 s           |
| 4.º | Enzo Paleni      | Groupama-FDJ               | + 3 s           |
| 5.º | Jonathan Milan   | Lidl-Trek                  | + 11 s          |
| 6.º | Caleb Ewan       | Team Jayco AlUla           | + 11 s          |
| 7.º | Phil Bauhaus     | Bahrain Victorious         | + 11 s          |
| 8.º | Tim Merlier      | Soudal Quick-Step          | + 11 s          |
| 9.º | Olav Kooij       | Team Visma \| Lease a Bike | + 11 s          |
| 10.º | Madis Mihkels    | Intermarché-Wanty          | + 11 s          |

## Clasificaciones al final de la etapa

### Clasificación general(Maglia Rosa)
| \| Clasificación general \| Clasificación general \| Clasificación general \| Clasificación general \| Clasificación general \| \| Ciclista \| Ciclista \| Equipo \| Tiempo \| \| \| --------------------- \| ---------------------- \| -------------------------- \| --------------------- \| --------------------- \| \| 1.º \| Tadej Pogačar \| UAE Team Emirates \| 19 h 19 min 15 s \| \| \| 2.º \| Geraint Thomas \| Ineos Grenadiers \| + 46 s \| \| \| 3.º \| Daniel Felipe Martínez \| Bora-Hansgrohe \| + 47 s \| \| \| 4.º \| Cian Uijtdebroeks \| Team Visma \\| Lease a Bike \| + 55 s \| \| \| 5.º \| Einer Rubio \| Movistar Team \| + 56 s \| \| \| 6.º \| Lorenzo Fortunato \| Astana Qazaqstan Team \| + 1 min 07 s \| \| \| 7.º \| Juan Pedro López \| Lidl-Trek \| + 1 min 11 s \| \| \| 8.º \| Jan Hirt \| Soudal Quick-Step \| + 1 min 13 s \| \| \| 9.º \| Alexéi Lutsenko \| Astana Qazaqstan Team \| + 1 min 26 s \| \| \| 10.º \| Esteban Chaves \| EF Education-EasyPost \| + 1 min 26 s \| \| |                        |                            |                  |
| |                        |                            |                  |
| Fuentes: ProCyclingStats Cycling Quotient |                        |                            |                  |
| Clasificación general |                        |                            |                  |
| Ciclista | Ciclista               | Equipo                     | Tiempo           |
| 1.º | Tadej Pogačar          | UAE Team Emirates          | 19 h 19 min 15 s |
| 2.º | Geraint Thomas         | Ineos Grenadiers           | + 46 s           |
| 3.º | Daniel Felipe Martínez | Bora-Hansgrohe             | + 47 s           |
| 4.º | Cian Uijtdebroeks      | Team Visma \| Lease a Bike | + 55 s           |
| 5.º | Einer Rubio            | Movistar Team              | + 56 s           |
| 6.º | Lorenzo Fortunato      | Astana Qazaqstan Team      | + 1 min 07 s     |
| 7.º | Juan Pedro López       | Lidl-Trek                  | + 1 min 11 s     |
| 8.º | Jan Hirt               | Soudal Quick-Step          | + 1 min 13 s     |
| 9.º | Alexéi Lutsenko        | Astana Qazaqstan Team      | + 1 min 26 s     |
| 10.º | Esteban Chaves         | EF Education-EasyPost      | + 1 min 26 s     |

### Clasificación por puntos(Maglia Ciclamino)
| Clasificación por puntos | Clasificación por puntos | Clasificación por puntos      | Clasificación por puntos | Clasificación por puntos |
| Ciclista                 | Ciclista                 | Equipo                        | Puntos                   |                          |
| ------------------------ | ------------------------ | ----------------------------- | ------------------------ | ------------------------ |
| 1.º                      | Jonathan Milan           | Lidl-Trek                     | 134 pts                  |                          |
| 2.º                      | Tim Merlier              | Soudal Quick-Step             | 89 pts                   |                          |
| 3.º                      | Kaden Groves             | Alpecin-Deceuninck            | 80 pts                   |                          |
| 4.º                      | Olav Kooij               | Team Visma \| Lease a Bike    | 61 pts                   |                          |
| 5.º                      | Benjamin Thomas          | Cofidis                       | 56 pts                   |                          |
| 6.º                      | Andrea Pietrobon         | Team Polti Kometa             | 48 pts                   |                          |
| 7.º                      | Filippo Fiorelli         | VF Group-Bardiani CSF-Faizanè | 42 pts                   |                          |
| 8.º                      | Michael Valgren          | EF Education-EasyPost         | 40 pts                   |                          |
| 9.º                      | Phil Bauhaus             | Bahrain Victorious            | 37 pts                   |                          |
| 10.º                     | Lilian Calmejane         | Intermarché-Wanty             | 34 pts                   |                          |

### Clasificación de la montaña(Maglia Azzurra)
| Clasificación de la montaña | Clasificación de la montaña | Clasificación de la montaña   | Clasificación de la montaña | Clasificación de la montaña |
| Ciclista                    | Ciclista                    | Equipo                        | Puntos                      |                             |
| --------------------------- | --------------------------- | ----------------------------- | --------------------------- | --------------------------- |
| 1.º                         | Tadej Pogačar               | UAE Team Emirates             | 51 pts                      |                             |
| 2.º                         | Lilian Calmejane            | Intermarché-Wanty             | 32 pts                      |                             |
| 3.º                         | Daniel Felipe Martínez      | Bora-Hansgrohe                | 26 pts                      |                             |
| 4.º                         | Andrea Piccolo              | EF Education-EasyPost         | 18 pts                      |                             |
| 5.º                         | Geraint Thomas              | Ineos Grenadiers              | 16 pts                      |                             |
| 6.º                         | Amanuel Ghebreigzabhier     | Lidl-Trek                     | 11 pts                      |                             |
| 7.º                         | Simon Geschke               | Cofidis                       | 9 pts                       |                             |
| 8.º                         | Lorenzo Fortunato           | Astana Qazaqstan Team         | 9 pts                       |                             |
| 9.º                         | Giulio Pellizzari           | VF Group-Bardiani CSF-Faizanè | 8 pts                       |                             |
| 10.º                        | Filippo Fiorelli            | VF Group-Bardiani CSF-Faizanè | 7 pts                       |                             |

### Clasificación de los jóvenes(Maglia Bianca)
| Clasificación del mejor joven | Clasificación del mejor joven | Clasificación del mejor joven | Clasificación del mejor joven | Clasificación del mejor joven |
| Ciclista                      | Ciclista                      | Equipo                        | Tiempo                        |                               |
| ----------------------------- | ----------------------------- | ----------------------------- | ----------------------------- | ----------------------------- |
| 1.º                           | Cian Uijtdebroeks             | Team Visma \| Lease a Bike    | 1 h 50 min 10 s               |                               |
| 2.º                           | Alex Baudin                   | Decathlon-AG2R La Mondiale    | + 45 s                        |                               |
| 3.º                           | Mauri Vansevenant             | Soudal Quick-Step             | + 49 s                        |                               |
| 4.º                           | Filippo Zana                  | Team Jayco AlUla              | + 1 min 12 s                  |                               |
| 5.º                           | Lucas Plapp                   | Team Jayco AlUla              | + 1 min 38 s                  |                               |
| 6.º                           | Georg Steinhauser             | EF Education-EasyPost         | + 1 min 54 s                  |                               |
| 7.º                           | Antonio Tiberi                | Bahrain Victorious            | + 1 min 55 s                  |                               |
| 8.º                           | Davide Piganzoli              | Team Polti Kometa             | + 2 min 11 s                  |                               |
| 9.º                           | Florian Lipowitz              | Bora-Hansgrohe                | + 3 min 13 s                  |                               |
| 10.º                          | Thymen Arensman               | Ineos Grenadiers              | + 3 min 14 s                  |                               |

### Clasificación por equipos"Súper team"
| Clasificación por equipos | Clasificación por equipos     | Clasificación por equipos | Clasificación por equipos |
| Equipo                    | Equipo                        | Tiempo                    |                           |
| ------------------------- | ----------------------------- | ------------------------- | ------------------------- |
| 1.º                       | Ineos Grenadiers              | 58 h 02 min 47 s          |                           |
| 2.º                       | Astana Qazaqstan Team         | + 14 s                    |                           |
| 3.º                       | Bora-Hansgrohe                | + 55 s                    |                           |
| 4.º                       | Decathlon-AG2R La Mondiale    | + 1 min 04 s              |                           |
| 5.º                       | VF Group-Bardiani CSF-Faizané | + 3 min 51 s              |                           |
| 6.º                       | EF Education-EasyPost         | + 4 min 49 s              |                           |
| 7.º                       | Team Jayco AlUla              | + 5 min 42 s              |                           |
| 8.º                       | Soudal Quick-Step             | + 5 min 45 s              |                           |
| 9.º                       | Team Visma \| Lease a Bike    | + 6 min 03 s              |                           |
| 10.º                      | Movistar Team                 | + 10 min 30 s             |                           |

## Abandonos
- Adrien Petit (Intermarché-Wanty) abandonó durante la etapa debido a que no se encontraba bien, lo que le impidió continuar.[2]